# محمد شیری
محمد شیری (زادهّ ۳۰ بهمن ۱۳۲۸ در مشهد) بازیگر ایرانی است.
در سال ۱۳۴۹ فعالیت خود را آغاز کرد و به بازی در تئاتر تل به کارگردانی هادی اسلامی پرداخت. پس از آن به تلویزیون و سینما راه یافت و به ایفای‌نقش در سریال‌های تلویزیونی و فیلم‌های تلویزیونی نیز پرداخت و با مجموعه تلویزیونی شب‌های برره در نقش سالارخان به اوج شهرت خود دست یافت.

## فیلم‌شناسی

### سینما
1. پیشی میشی (۱۳۹۸ حسین قناعت)
2. اژدر (۱۳۹۷ رضا سبحانی)
3. لازانیا (۱۳۹۶ حسین قناعت)
4. قانون مورفی (۱۳۹۶ رامبد جوان)
5. تعطیلات پیرزن (۱۳۹۲ سپهر محمدی)
6. یکی برای همه (۱۳۹۲ محمد آهنگرانی)
7. دردسر بزرگ (۱۳۸۹ مهدی گلستانه)
8. چگونه میلیاردر شدم (۱۳۸۹ علی عبدالعلی زاده)
9. دزدان خیابان جردن (۱۳۸۹ وحید اسلامی)
10. بی‌دل (۱۳۸۹ صالح دلدم)
11. حلقه‌های ازدواج (۱۳۸۸ شاهین باباپور)
12. تلافی (۱۳۸۶)
13. شبی در تهران (۱۳۸۶ بهرام کاظمی)
14. ملودی (۱۳۸۶)
15. دم صبح (۱۳۸۴حمید رحمانیان)
16. شمعی در باد (۱۳۸۲)
17. بالاتر از خطر (۱۳۷۵ سعید عالم‌زاده)
18. آخرین مهلت (۱۳۶۸)
19. دخترم سحر (۱۳۶۸)
20. سامان (۱۳۶۴)
21. دادشاه (۱۳۶۲)
22. ستاره دنباله دار (۱۳۵۹)

### تلویزیون
| سال        | نام                           | سمت          | کارگردان                       | توضیحات                                                            |
| ---------- | ----------------------------- | ------------ | ------------------------------ | ------------------------------------------------------------------ |
| درحال ساخت | سلمان فارسی                   | بازیگر       | داوود میرباقری                 |                                                                    |
| ۱۴۰۲       | زیرخاکی ۴                     | بازیگر       | جلیل سامان                     | پخش از شبکه یک در ماه رمضان و نوروز ۱۴۰۳                           |
| ۱۳۹۸       | دوقلوها                       | بازیگر       | جمشید بیات ترک                 | پخش از تابستان ۹۸ در شبکه دو                                       |
|            | تله‌فیلم بازی سرنوشت           | بازیگر       | سعید عباسی                     |                                                                    |
| ۱۳۹۲–۱۳۹۳  | جاده چالوس                    | بازیگر       | احمد معظمی                     | پخش از پائیز ۹۳ در شبکهٔ تهران                                      |
| ۱۳۹۲       | تله فیلم جان به حراج          | بازیگر       | سید حامد محسن پور              | پخش در تلویزیون و شبکه خانگی                                       |
| ۱۳۹۱       | تاکسی پلیس                    | بازیگر       | سعید عالم‌زاده                  | این سریال قبلاَ در قالب یک تله‌فیلمِ تک‌قسمتی از تلویزیون پخش شده بود. |
| ۱۳۹۱       | خانه اجاره‌ای - سری دوم        | بازیگر       | شاهد احمدلو                    |                                                                    |
| ۱۳۹۰–۱۳۹۱  | قهر و آشتی                    | بازیگر       | علی ژکان                       |                                                                    |
| ۱۳۹۰       | مسیر انحرافی                  | بازیگر       | بهرنگ توفیقی                   | در بهار ۱۳۹۱ از شبکه ۳ پخش شد.                                     |
| ۱۳۸۹–۱۳۹۰  | ساختمان پزشکان                | بازیگر       | سروش صحت                       | شبکه سوم                                                           |
| ۱۳۸۹       | شاید برای شما هم اتفاق بیفتد  | بازیگر       | گروه کارگردانان                | بازی در اپیزود تیغ کهنه                                            |
| ۱۳۸۸–۱۳۸۹  | تله‌فیلم «چقدر وقت داری؟»      | بازیگر       | منوچهر صفرخانی                 |                                                                    |
| ۱۳۸۸       | تله‌فیلم «تندباد مایا»         | بازیگر       | علی عبدالعلی‌زاده               | گروه کودک و نوجوان شبکه ۲                                          |
| ۱۳۸۷       | تله‌فیلم «پاپوش»               | بازیگر       | اسماعیل فلاح‌پور                | شبکه ۳                                                             |
| ۱۳۸۶       | چارخونه                       | بازیگر       | سروش صحت                       |                                                                    |
| ۱۳۸۶       | گنج مظفر                      | بازیگر       | مهران مدیری                    | نمایش آن از مهر ماه ۱۳۹۲ آغاز شد.                                  |
| ۱۳۸۵–۱۳۸۶  | ناکجا کجا                     | بازیگر       | سپهر محمدی                     | شبکه یک                                                            |
| ۱۳۸۵       | بایرام                        | بازیگر مهمان | مسعود نوابی                    |                                                                    |
| ۱۳۸۴       | زائر سرای ممتاز               | بازیگر       | حمید بهمنی                     | نخستین بار از شبکه استانی قم پخش شد.                               |
| ۱۳۸۴       | شب‌های برره                    | بازیگر       | مهران مدیری                    | شبکه سه                                                            |
| ۱۳۸۴       | جایزه بزرگ                    | بازیگر       | مهران مدیری                    | در نوروز ۱۳۸۴ از شبکه ۳ پخش شد.                                    |
| ۱۳۸۳       | هنگامه                        | بازیگر       | مجید جوانمرد                   | شبکه یک                                                            |
| ۱۳۸۲       | روزهای بیاد ماندنی            | بازیگر       | همایون شهنواز تورج منصوری      |                                                                    |
| ۱۳۸۱       | شبکه                          | بازیگر       | محمود عزیزی                    |                                                                    |
| ۱۳۸۱       | بررسی یک پرونده               | بازیگر       | علاءالدین رحیمی                | برنامه «سیمای خانواده» شبکه یک                                     |
| ۱۳۸۱       | دردسر والدین                  | بازیگر       | مسعود نوابی                    | در نقش «ناظم مدرسه»                                                |
| ۱۳۷۸       | نمایش‌های طنز                  | بازیگر       | منیژه محامدی رخند غروی         | بازی در اپیزودهای: «شیرخواره سبیلو»، «از چاله به چاه» و «شوخی»     |
| ۱۳۷۷       | روزی عقابی                    | بازیگر       | سیدمحمدرضا مفیدی               | شبکه ۳                                                             |
| ۱۳۷۷       | یونس                          | بازیگر       | محمدرضا خالقی                  | شبکه ۲                                                             |
| ۱۳۷۷       | قصه اسباب بازی‌ها              | بازیگر       | جمشید کلانتری                  | برنامه کودک و نوجوان                                               |
| ۱۳۷۵       | خانه به خانه                  | بازیگر       | کیانوش عیاری                   | شبکه ۱                                                             |
| ۱۳۷۴–۱۳۷۵  | صید در پی صیاد                | بازیگر       | صادق هاتفی                     | شبکه ۲                                                             |
| ۱۳۷۲       | شیطان در خانه                 | بازیگر       | محمدرضا زهتابی                 | شبکه یک                                                            |
| ۱۳۷۲       | هتل                           | بازیگر       | محمدرضا پاسدار                 | کاری از گروه اقتصاد شبکه اول سیما                                  |
| ۱۳۷۱       | چمدان                         | بازیگر       | محمدرضا پاسدار                 | کاری از گروه اقتصاد شبکه اول سیما                                  |
| ۱۳۷۰       | فروغ بی‌پایان                  | بازیگر       | اسماعیل پوررضاسعید کلاهیمختاری | شبکه دو پ                                                          |
| ۱۳۶۷       | آخرین روز تابستان             | بازیگر       | شیرین جاهد حسین سحرخیز         | از برنامه کودک و نوجوان پخش می‌شد.                                  |
| ۱۳۶۷       | گزارش محرمان اکتاویو والدز    | بازیگر       | صادق هاتفی                     | کارگردان تلویزیونی: «پاشا شاهنده»                                  |
| ۱۳۶۶       | سیمای اقتصاد ما               | بازیگر       | محمدرضا پاسدار                 | شبکه یک                                                            |
| ۱۳۶۶       | شبکه تلویزیونی روستای کارآباد | بازیگر       | محمدرضا پاسدار                 | شبکه ۱                                                             |
| ۱۳۶۶       | نفت پَر                        | بازیگر       | محمدرضا پاسدار                 | شبکه ۱                                                             |
| ۱۳۶۶       | میان‌پرده‌های بانک و بانکداری   | بازیگر       | محمدرضا پاسدار                 | شبکه یک پ                                                          |
| ۱۳۶۵       | اُغُر بخیر                      | بازیگر       | مجید بهشتی                     | شبکه ۱                                                             |
| ۱۳۶۴       | آقای همه‌فن‌حریف                | بازیگر       | مجید بهشتی                     | شبکه ۱                                                             |
| ۱۳۶۳       | میان‌پرده‌های «مشتی صالح»       | بازیگر       | مجید بهشتی                     |                                                                    |
| ۱۳۶۲       | فصل شکفتن                     | بازیگر       | محمدرضا پاسدار                 |                                                                    |
| ۱۳۶۰–۱۳۶۲  | سینما تئاتر ۶۰                | بازیگر       | خسرو شجاع‌زاده                  | از شبکه ۲ پخش می‌شد و مجری برنامه، «ناصر طهماسب» بود.               |
| ۱۳۵۸       | تفریح، سرگرمی، ریاضیات        | بازیگر       | قاضی تهرانی                    |                                                                    |
|            |                               |              |                                |                                                                    |
| ۱۳۵۲–۱۳۵۳  | کیمیاگر                       | بازیگر       | علی‌اصغر سنجری                  | تلویزیون ملی ایران                                                 |

### شبکهٔ نمایش خانگی
| سال  | نام                    | سمت          | کارگردان                        | توضیحات                                  |
| ---- | ---------------------- | ------------ | ------------------------------- | ---------------------------------------- |
| ١۴٠٣ | تاسیان                 | بازیگر       | تینا پاکروان                    | پخش از پلتفرم فیلیمو                     |
| ۱۴۰۱ | جوکر                   | بازیگر       | احسان علیخانی سیداحسان میرفتاحی | به همراه رضا بنفشه‌خواه مهمان برنامه جوکر |
| ۱۴۰۱ | روزی روزگاری مریخ      | بازیگر مهمان | پیمان قاسم خانی                 | پخش از پلتفرم‌های فیلیمو و نماوا          |
| ۱۴۰۰ | جیران                  | بازیگر       | حسن فتحی                        | پخش از پلتفرم فیلیمو                     |
| ۱۴۰۰ | خاتون                  | بازیگر       | تینا پاکروان                    | پخش در پلتفرم نماوا                      |
| ۱۳۹۳ | مراقب! باشم، باشی، باش | بازیگر       | منوچهر صفرخانی                  | رسانه خانگی                              |
| ۱۳۹۳ | تله‌فیلم چقدر وقت داری؟ | بازیگر       | منوچهر صفرخانی                  | رسانه خانگی                              |
| ۱۳۸۹ | بی‌دل                   | بازیگر       | صالح دلدم                       | پخش در شبکه نمایش خانگی                  |
| ۱۳۸۹ | کار کاذب               | بازیگر       | مهرداد محتشمی‌پور                | پخش در شبکه نمایش خانگی                  |

### تئاتر
- بازی در نمایش «تل» به کارگردانی «هادی اسلامی»، خانه نمایش، ۱۳۴۹
- بازی در نمایش «سند» به کارگردانی ”نورالله حسینخانی “، موزه آزادی، ۱۳۵۸
- بازی در نمایش «خیمه شب‌بازی» به کارگردانی «صادق هاتفی»، سالن اصلی، ۱۳۵۹
- بازی در نمایش «میرآب» به کارگردانی «کریم اکبری‌مبارکه»، سالن چهارسو، ۱۳۶۰
- بازی در نمایش «پرورشگاه» به کارگردانی «مجید بهشتی»، تالار مولوی، ۱۳۶۱
- بازی در نمایش «استقبال» به کارگردانی «صادق هاتفی»، موزه آزادی، ۱۳۶۱
- بازی در نمایش «بازرس» به کارگردانی «خسرو شجاع‌زاده»، جبهه‌های غرب کشور، ۱۳۶۴
- بازی در نمایش «بازرس» به کارگردانی «رضا کرم‌رضایی»، تالار هنر، ۱۳۶۵
- بازی در نمایش «سوگ سیاوش» به کارگردانی «صادق هاتفی»، فرانسه، آلمان، انگلستان، یونسکو پاریس، ۱۳۶۸
- کارگردانی نمایش «بازرس»، بسیج وزارت نیرو، ۱۳۷۱
- کارگردانی نمایش «می‌خواهم بازی شوم»، بسیج وزارت نیرو، ۱۳۷۲
- بازی در نمایش «عشق سبز» به کارگردانی «محمد غم‌خوار»، تالار نصر، ۱۳۷۳
- بازی در نمایش «هفت خوان» به کارگردانی «قطب‌الدین صادقی»، کاخ سعدآباد، ۱۳۷۴
- بازی در نمایش «دادگاه نورنبرگ «به کارگردانی» منیژه محامدی»، سالن چهارسو، ۱۳۷۷
- بازی در نمایش «رسم عاشق‌کشی «به کارگردانی» سیاوش طهمورث»، سالن اصلی، ۱۳۷۸
- بازی در نمایش «سو و شون» به کارگردانی «منیژه محامدی»، سالن اصلی، ۱۳۷۹
- بازی در نمایش «دایره بسته» به کارگردانی «منیژه محامدی»، سالن قشقایی، ۱۳۸۱
- بازی در نمایش «فال‌گوش» به کارگردانی «منیژه محامدی»، سالن سنگلج، ۱۳۸۲
- بازی در نمایش «چشم‌اندازی از پل» به کارگردانی «منیژه محامدی»، سالن اصلی، ۱۳۸۳
- بازی در نمایش «قبله عالم» به کارگردانی «هادی مرزبان»، سالن اصلی، ۱۳۸۳

و بازی و کارگردانی بیش از ۲۴ نمایش اجرا شده در شهرستان‌های ایران از جمله «وکیل قلابی»، «مسافری از هند»، «خواستگاری»، «عصای من کو» و…